# 法光寺 (越谷市)
法光寺（ほうこうじ）は、埼玉県越谷市にある浄土真宗本願寺派の寺院。隣の光善寺も浄土真宗本願寺派の寺院である。

## 歴史
1617年（元和3年）、釋宗金の開基である。西本願寺の浅草御堂（後の築地本願寺）の一院としてたてられた。1657年（明暦3年）の明暦の大火や1923年（大正12年）の関東大震災に遭ったが、その都度再建されている。
1988年（昭和63年）にも火災に遭った。そして遂に築地本願寺から離れて、1993年（平成5年）に越谷市の現在地に移転した。

## 写楽ゆかりの寺
当寺は東洲斎写楽ゆかりの寺としても知られている。写楽は正体不明の謎の浮世絵師として知られている。江戸時代後期の考証家・斎藤月岑が著した『増補浮世絵類考』には、写楽の本名は「斎藤十郎兵衛」で、徳島藩蜂須賀家のお抱え能役者であるとしている。しかし、この「斎藤十郎兵衛」自身が正体不明であったことから、当時の著名絵師の変名説が囁かれていた。1997年（平成9年）に当寺の過去帳に「斎藤十郎兵衛」の記述があることが発見された。それによれば、斎藤十郎兵衛は確かに徳島藩の関係者であり、1820年（文政3年）に58歳で没し、千住で火葬されたこと、法名は「釈大乗院覚雲居士」で、十郎兵衛を含む斎藤家の菩提寺であった。この発見により、斎藤十郎兵衛の実在が証明された。これを記念して、当寺の境内に「写楽記念碑」が建てられている。

## 交通アクセス
- 路線バス千間台西四丁目停留所より徒歩9分。